# 楊材 (隆慶進士)
楊材（1537年—？），字楚良，號章華，湖廣鄖陽府房縣人，民籍，明朝政治人物。

## 生平
嘉靖三十四年（1555年）乙卯科湖廣鄉試第十八名舉人。隆慶五年（1571年）中式辛未科會試第五十一名，二甲第六名進士。礼部觀政，授户部主事，萬曆四年（1577年）升员外郎，丁憂歸。七年复除刑部，八年升郎中，出为山东兖州府知府，十一年十月升本省副使，兵备青州，十四年因目疾致仕。

## 家族
曾祖楊顯爵，教諭；祖父楊軹；父楊薰，紀善。母梁氏。具庆下。兄杨来。弟杨术、杨采、杨束、杨東、杨柬、杨棗。